# Едуард Альдріан
Едуард Альдріан (нім. Eduard Aldrian; 26 квітня 1888, Пула — 1 жовтня 1955, Ґрац) — австрійський і німецький офіцер, генерал-лейтенант вермахту. Кавалер Німецького хреста в золоті.

## Біографія
Учасник Першої світової війни. Продовжив службу в австрійській армії. Після аншлюсу автоматично перейшов у вермахт. З 5 червня по 1 серпня 1938 року — офіцер 35-го батальйону спостереження. З 1 серпня 1938 по 25 жовтня 1939 року — командир 38-го гірського батальйону спостереження. З 25 жовтня 1939 по 9 листопада 1941 року — командир 619-го спеціального артилерійського полку. З 9 листопада 1941 по 1 березня 1943 року — командир 124-го артилерійського командування. Одночасно з 8 лютого по 1 березня і з 20 липня по 15 вересня 1942 року — в.о. командира 95-ї піхотної дивізії, з 19 жовтня по 14 грудня 1942 року — 88-ї піхотної дивізії. З 18 січня по 19 лютого 1943 року — командир бойової групи «Альдріан». З 1 березня по 1 липня 1943 року — командир 308-го вищого артилерійського командування, після чого відправлений у резерв. З 5 серпня 1943 по 20 жовтня 1944 року — командир 373-ї (хорватської) піхотної дивізії. З 25 травня по 6 червня 1944 року брав участь в антипартизанській операції, метою якої було вбивство Йосипа Броза Тіто. 20 жовтня 1944 року знову відправлений у резерв. З 20 січня 1945 року — командир 306-го вищого артилерійського командування. 28 травня 1945 року взятий в полон. 7 травня 1946 року звільнений.

## Звання
- Фенріх (18 серпня 1908)
- Лейтенант (1 листопада 1912)
- Оберлейтенант (30 грудня 1914)
- Гауптман (1 листопада 1917)
- Майор запасу (1 січня 1921)
- Майор (20 січня 1928)
- Оберстлейтенант (26 червня 1936)
- Оберст (1 серпня 1939)
- Генерал-майор (1 вересня 1942)
- Генерал-лейтенант (1 червня 1943)

## Нагороди
- Медаль «За військові заслуги» (Австро-Угорщина) з мечами, бронзова і 3 срібних
- Хрест «За військові заслуги» (Австро-Угорщина) 3-го класу з військовою відзнакою і мечами
- Орден Залізної Корони 3-го класу з військовою відзнакою і мечами
- Військовий Хрест Карла
- Медаль «За поранення» (Австро-Угорщина) для інвалідів
- Почесний знак «За заслуги перед Австрійською Республікою», золотий знак
- Хрест «За вислугу років» (Австрія) 2-го класу для офіцерів
- Пам'ятна військова медаль (Австрія) з мечами
- Почесний хрест ветерана війни з мечами
- Медаль «За вислугу років у Вермахті» 4-го, 3-го, 2-го і 1-го класу (25 років)
- Медаль «У пам'ять 1 жовтня 1938»
- Нагрудний знак «За поранення» в чорному
- Залізний хрест 2-го і 1-го класу
- Медаль «За зимову кампанію на Сході 1941/42»
- Німецький хрест в золоті (14 березня 1943)
- Орден Корони короля Звоніміра 1-го ступеня з дубовим вінком і зіркою (Хорватія)